# Municipio de Sunfield
El municipio de Sunfield (en inglés: Sunfield Township) es un municipio ubicado en el condado de Eaton en el estado estadounidense de Míchigan. En el año 2010 tenía una población de 1997 habitantes y una densidad poblacional de 21,13 personas por km².

## Geografía
El municipio de Sunfield se encuentra ubicado en las coordenadas 42°43′11″N 85°1′29″O / 42.71972, -85.02472. Según la Oficina del Censo de los Estados Unidos, el municipio tiene una superficie total de 94.51 km², de la cual 93,47 km² corresponden a tierra firme y (1,09 %) 1,03 km² es agua.

## Demografía
Según el censo de 2010, había 1997 personas residiendo en el municipio de Sunfield. La densidad de población era de 21,13 hab./km². De los 1997 habitantes, el municipio de Sunfield estaba compuesto por el 97,2 % blancos, el 0,4 % eran afroamericanos, el 0,25 % eran asiáticos, el 0,8 % eran de otras razas y el 1,35 % eran de una mezcla de razas. Del total de la población el 3 % eran hispanos o latinos de cualquier raza.